# Euthelyconychia
Euthelyconychia – rodzaj muchówek z rodziny rączycowatych (Tachinidae).

## Wybrane gatunki
- E. galerucellae (Villeneuve, 1933)[1]
- E. nana (Curran, 1929)[1]
- E. vexans (Curran, 1925)[1]
- E. xylota (Curran, 1927)[1]